# Dionisi d'Halicarnàs
Dionisi d'Halicarnàs (en grec antic: Διονύσιος Ἁλικαρνασσεύς, llatí: Dionysius) va ser un historiador de l'antiga Grècia natural d'Halicarnàs, a l'Àsia Menor, grec, fill d'Alexandre d'Halicarnàs, que va néixer entre el 78 aC i el 54 aC i va morir poc després del 7 aC, any en què va completar i publicar el seu gran llibre sobre la història de Roma, que ha arribat fins als nostres dies.

## Vida
Fill d'Alexandre d'Halicarnàs, va emigrar a Roma, on sembla que va arribar amb certa reputació d'orador aproximadament l'any 29 aC. Allà va passar dos anys dedicat a l'estudi de la llengua i literatures llatines. Va exercir com a mestre de retòrica i va recollir dades per la seva obra sobre Roma (de nom Arqueologia). Va ser amic de destacats romans com Quint Eli Tuberó i el retòric Cecili, i potser va rebre la ciutadania romana, perquè hi va viure 22 anys. Del segle xix ençà s'ha donat per fet que va ser un avantpassat del també retòric, Eli Dionisi.

## Obra

### Obra principal
La seva gran obra, titulada Ῥωμαϊκὴ Ἀρχαιολογία (Rhōmaikē archaiologia), que es podria traduir per 'Antiguitats Romanes', era un llibre que recollia la història de Roma des dels seus inicis mítics fins al començament de la Primera Guerra Púnica (262 aC-241 aC). Estava dividida en vint llibres o capítols, dels quals només els nou primers romanen complets, el desè i l'onzè estan gairebé sencers i de la resta només en queden alguns fragments que van ser conservats per l'emperador romà d'Orient Constantí VII, més un epítom descobert pel cardenal i filòleg Angelo Mai dins un manuscrit trobat a Milà. Els tres primers llibres de l'historiador Apià (vers 95- vers 165), i en la Vida de Camil de Plutarc de Queronea (c. 46 - c. 120) citen aquesta obra de Dionís.
Sembla que l'objectiu de la Rhōmaikē Archaiologia era reconciliar les cultures romana i grega, fent que els grecs veiessin amb bons ulls els seus conqueridors enaltint les bones qualitats dels romans i partint de la teoria que els romans tenien avantpassats grecs. Segons ell la història és la filosofia explicada amb exemples reals, i aquesta era una idea que havia agafat dels filòsofs retòrics grecs. Per fer aquesta obra va consultar acuradament les fonts documentals de la història romana, entre les quals està l'obra de l'historiador Quint Fabi Píctor, actualment perduda. Aquest treball i el de Titus Livi són els que aporten més detalls sobre els primers temps de Roma.

### Altres obres
Dionís va ser autor d'altres obres, de retòrica o històrics, que no van tenir tant de ressò.
Els retòrics són:
1. Τέχνη ῥητορική (Téchne rhētorikē, «Art de la Retòrica»), que és una col·lecció d'assaigs sobre la teoria retòrica, ens ha arribat incomplet.
2. Περὶ συνθέσεως ὀνομάτων (Perì synthéseōs onomátōn, «L'arranjament de paraules»), tractat sobre la combinació de paraules segons diferents estils d'oratòria.
3. Περὶ μιμήσεως, (Perì mimēseōs, «Sobre la imitació»), tracta sobre els millors models per a diferents tipus de treballs literaris i la forma com han de ser imitats; és també un treball del qual només queden fragments.
4. Περὶ τῶν ἀρχαίων ῥητόρων ὑπομνηματισμοί (Perì tôn Attikôn rhētórōn, «Comentaris als oradors àtics»), que només tracta sobre Lísies, Iseu, Isòcrates i una mica de Dinarc.
5. Περὶ λεκτικῆς Δημοσθένους δεινότητος (Perì lektikês Dēmosthénous deinótētos, «Sobre l'admirable estil de Demòstenes»)
6. Ἑπιστολὴ πρὸς Ἀμμαῖον πρώτη (Epistolê prós Ammaíon pró̱ti̱, «Cartes a Ammaion primer»)
7. Ἐπιστολὴ πρὸς Γναῖον Πομτήϊον (Epistolê prós Gnaíon Pomtí̱ïon, «Carta a Gneu Pompeu»)
8. Περὶ τοῦ Θουκυδιδου χαπακτῆπος καὶ τῶν λοιπῶν τοῦ δυγγραφέως ιδιωμάτων (Perì Thoukydídou charaktêros, «Sobre el caràcter de Tucídices i altres idiomes dels dyngrafeus»)
9. Περὶ τῶν τοῦ Θουκυδίδου ἰδιωμάτων (Perí tó̱n toú Thoukydídou idio̱máto̱n, «Pel que fa a Tucídides en particular»).
10. Δείναρχος (Deinarkhos)

Els històrics són:
1. Χρόνοι o χρονικά (Chrónoi o chroniká, «El temps o la crònica»)

## LaDionysius imitatio
És el mètode literari proposat per Dionís en les seves obres de retòrica. Es basa a emular, adaptar, refent treballs d'altres autors, adaptant-los i enriquint-los amb millores buscant altres fonts sobre el mateix tema, altres punts de vista.
Aquesta concepció va marcar un significatiu punt de partida, que desenvolupava el concepte de mimesis formulat per Aristòtil al segle iv aC, el qual només aplicava la idea al que tenia a veure amb la «imitació de la natura» i no amb la «imitació d'altres autors». Molts oradors llatins i retòrics van adoptar aquest mètode i es van oblidar de l'autèntica mimesis proposada per Aristòtil.